# Karakk

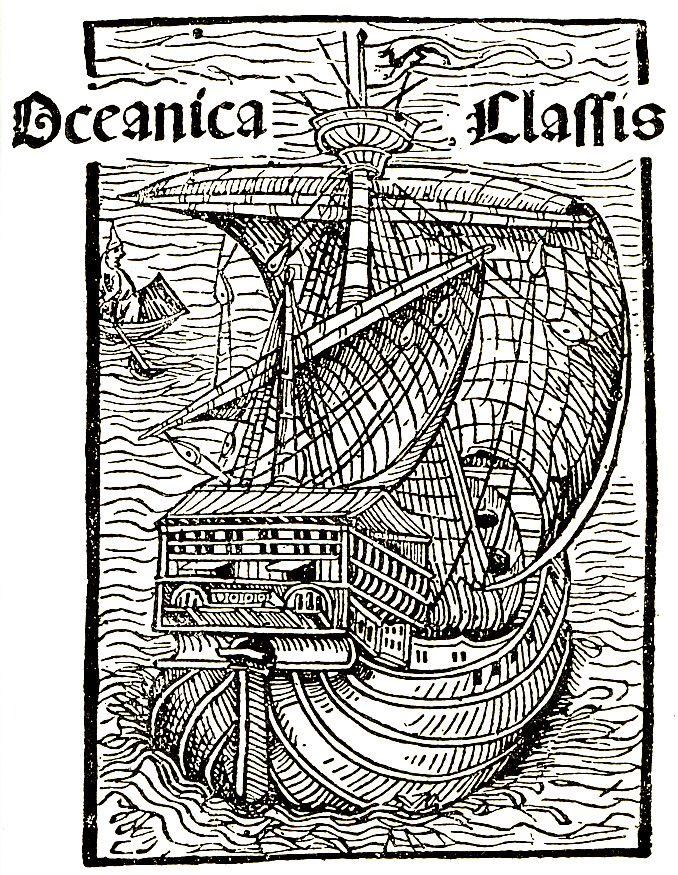
Kolumbusz Kristóf hajója, a Santa Maria, az egyik legismertebb karakk

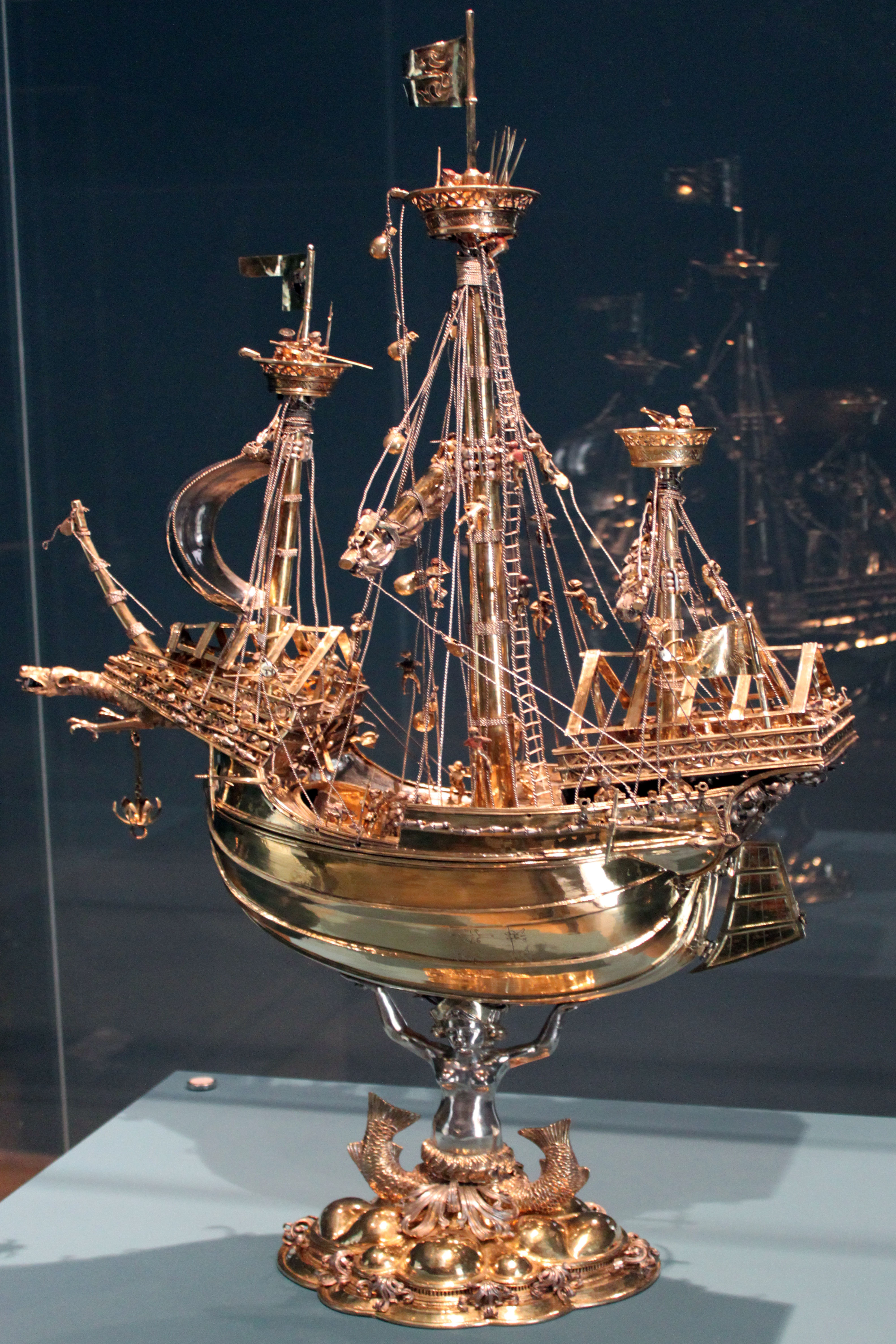
Schlüsselfelder Ship, 1503-ból származó karakk-ot ábrázoló asztali dísz

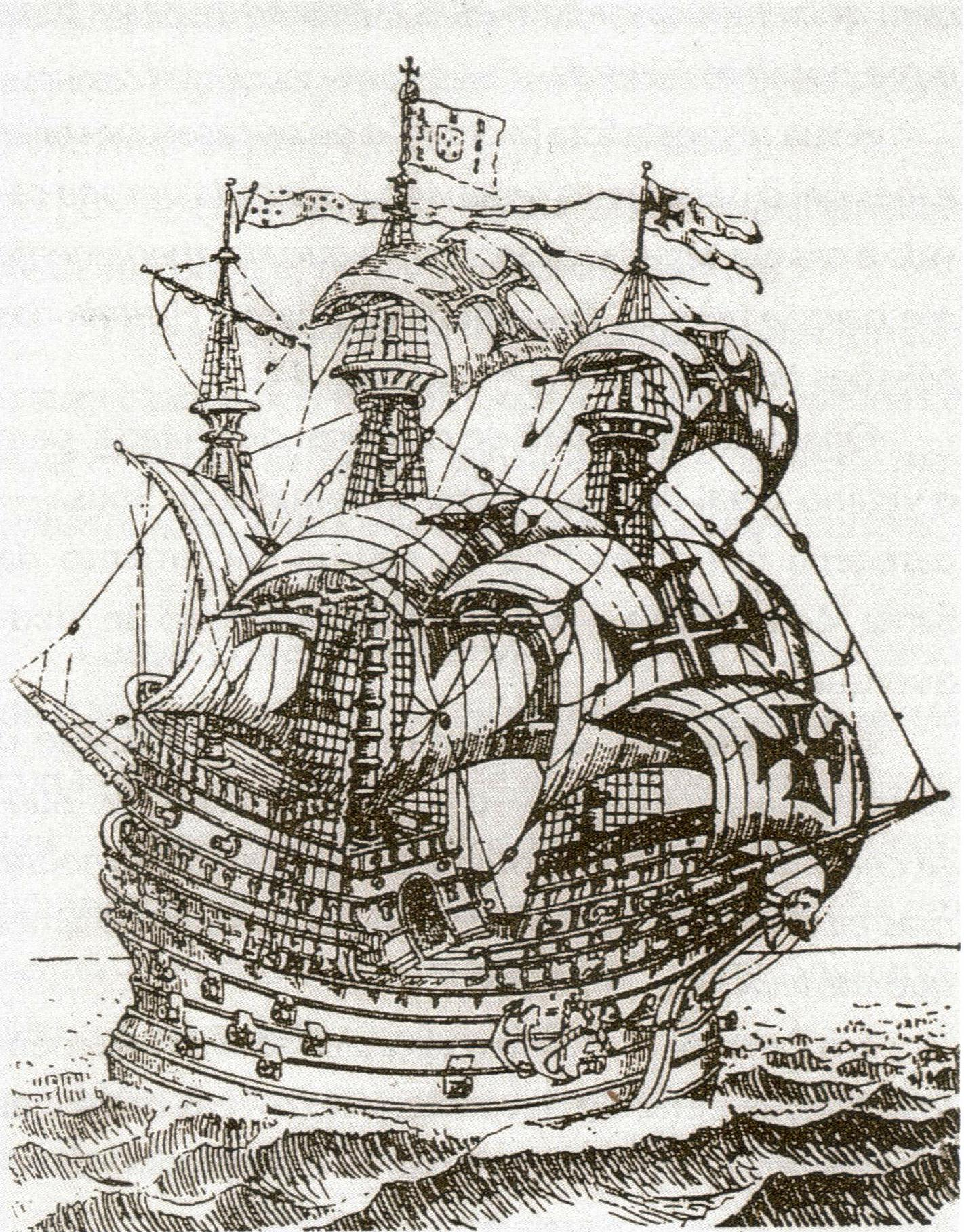
A híres Flor do Mar, a 16. században

A karakk (angolul carrack) egy három vagy négy árbócos vitorlás hajó volt, melyet a 15. században Portugáliában fejlesztettek ki Atlanti-óceáni hajózásra. A későbbiekben széleskörűen használt hadihajóvá vált. Előbb Portugália, majd Spanyolország is ezt a hajótípust használta a világ felfedezéséhez és feltérképezéséhez.

## Törzse
Öblösen kihasasodó törzse alul és fölül is összeszűkült és így meglehetősen vaskos benyomást keltett: egy 27 m hosszú karakk nagyjából 8 m széles volt (Gulaš).  A hátul kerekített törzsön elöl-hátul bástyát építettek, az elején orrárbóccal. Két fedélzettel épült, teherbíró képessége 200–600 t volt. A 15. században még csak néhány ágyút hordozott, de a hadihajó jelleg erősödésével 16. századra az ágyúk száma elérte a 40-et úgy, hogy már nemcsak a felépítményre, de a hajó oldalaira és a fedélközbe (ágyúfedélzetre) is telepítettek lövegeket.
Első és hátsó felépítményeit is tetőszerkezet védte az ellenség könnyebb lövedékei (nyilak, golyók) ellen. Ugyanígy védték voltak a kasban kialakított lőállásokat is.

## Vitorlázatának fejlődése
Kezdetben kétárbócos volt. A nagy keresztvitorlával szerelt főárbóc a hajó közepén állt, a kis, latinvitorlával szerelt második árbóc a tatra szorult. Amikor már három árbóccal építették, a fő-, és néha az előárbócot is ellátták kasvitorlával (a fővitorla fölött), az orrárbócrúd alatt pedig megjelent a „bonnet” (a hasvitorla). Az első és a főárbócon általában négyszög vitorlát, a leghátsón latin vitorlát használtak.
A hajótípus elterjedt egész Európában. Északon főleg a hollandok használták, ők azonban — valószínűleg a kogge mintájára — kas- és „bonnet”-vitorla nélkül.
A karakk egy óceánjáró hajó volt: eléggé stabil a háborgó tengerre, és elegendően nagy, hogy egy hosszú útra az egész ellátmányt magával vihesse. Ilyen hajókkal fedezték fel a spanyolok és a portugálok a világot a 15. században és a 16. században.  
Portugáliában nau volt a neve, Spanyolországban carraca vagy nao, Franciaországban pedig caraque vagy nef.
Mint a vitorlázás kora nagy hajóinak az előfutára, a karakk volt az egyik legmeghatározóbb felépítésű hajó a történelemben. Míg a hajók egyre specializáltabbakká váltak, a felépítés alapjai változatlanok maradtak a vitorlázás korában.

## Eredete

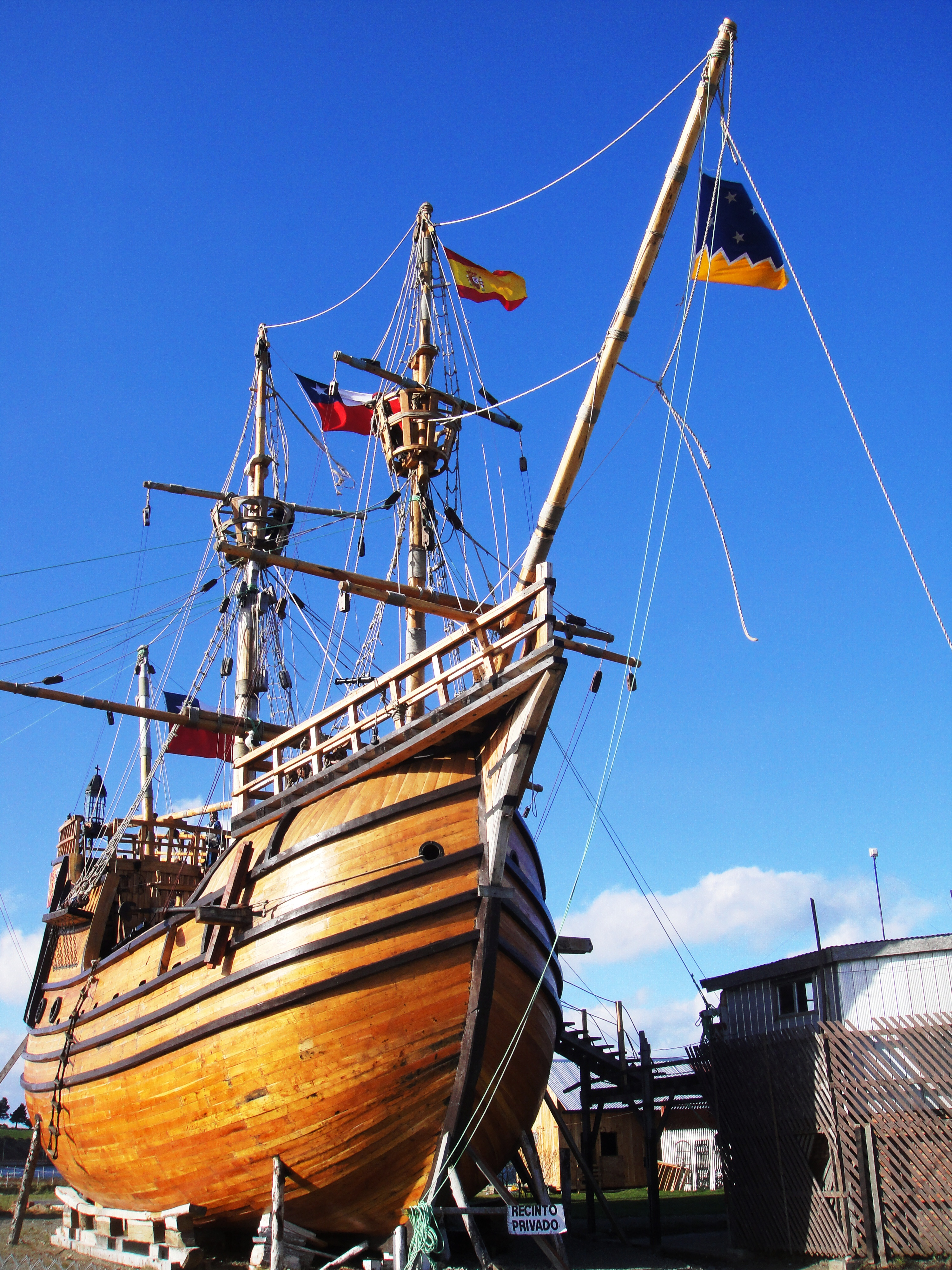
Museo Nao Victoria: az egyik leghíresebb karakk, Magellán hajójának egy másolata

A késő középkorban a kogge, és az ehhez hasonló hajók voltak használatosak Európa partjai mentén, a Baltikumban, valamint a Földközi-tenger medencéjében. Ez utóbbi helyen (bár nem csak itt) kétárbócos gályák  különböző variációit használták, ide értve a latin vitorlás karavellát is.
Ezen hajótípusok jól ismertek voltak a portugál hajósok és hajóácsok köreiben is. Ahogy Portugália a 15. században fokozatosan egyre délebbre merészkedett az Atlanti-óceánon Dél-Afrika partjai mentén, egyre megbízhatóbb hajókra volt szükségük a felfedezésekhez és a kereskedelemhez. Az általuk ismert hajótípusok előnyeinek ötvözésével fokozatosan kifejlesztettek a sokkal fejlettebb vitorlázatú, erős szélben és nagy hullámokon jobban manőverezhető karakkot. Egy tipikus 3 árbócos karakknak 6 vitorlája volt.

## A karakkÁzsiában
1515-től Portugáliának kereskedelmi kapcsolata volt Portugál-Indiával, három vagy négy karakk hagyta el Lisszabont ezüsttel a rakterében, hogy azt gyapotra és fűszerekre cseréle Indiában. Ezen kívül egy karakk kereskedett a Ming korabeli Kínával, ahol a  portugál ezüstöt selyemre cserélték.
A 16. század közepén a karakkból kifejlődtek az első galleonok, ennek ellenére még a 17. század elejéig használatban maradtak ezek a jól bevált hajók.

## Híres karakkok
- Santa Catarina do Monte Sinai, a nagy, késői karakk egyik képviselője
- Henri Grâce à Dieu, VIII. Henrik flottájának legnagyobb hajója
- La Grande Françoise, a franciák óriás hajója a karakk és a galleon közötti átmenethez tartozott
- Santa Maria (hajó), melyen Kolumbusz Kristóf 1492-ben első ízben Amerikába érkezett
- Sao Gabriel, Vasco da Gama hajója, mellyel elsőként 1497-ben Afrika megkerülésével érte el Indiát
- Victoria (hajó), az első hajó (1519 és 1522 között) mely körülhajózta a földet, és az egyetlen túlélője a spanyol expedíciónak
- Flor de Mar, 1502-ben épült nagy, késői karakk; értékes rakományával 1511-ben süllyedt el Szumátra partjainál

## Fordítás
Ez a szócikk részben vagy egészben  a   Carrack című angol Wikipédia-szócikk ezen változatának fordításán alapul.  Az eredeti cikk szerkesztőit annak laptörténete sorolja fel. Ez a jelzés csupán a megfogalmazás eredetét és a szerzői jogokat jelzi, nem szolgál a cikkben szereplő információk forrásmegjelöléseként.